# Sofiïta
La sofiïta és un mineral de la classe dels òxids. Rep el seu nom de Sofia Ivanova Naboko (1909), mineralogista de l'institut de vulcanologia Petropavlovsk-Kamchatsky, a Rússia.

## Característiques
La sofiïta és un òxid de fórmula química Zn₂(SeO₃)Cl₂. Cristal·litza en el sistema ortoròmbic. Es coneix un polimorf sintètic monoclínic. La seva duresa a l'escala de Mohs es troba entre 2 i 2,5.
Segons la classificació de Nickel-Strunz, la sofiïta pertany a «04.JG - Selenits amb anions addicionals, sense H₂O» juntament amb els següents minerals: prewittita, georgbokiïta, parageorgbokiïta, cloromenita, ilinskita, francisita, derriksita, burnsita i al·localcoselita.

## Formació i jaciments
Va ser descoberta l'any 1989 a la gran erupció fissural del volcà Tolbàtxik, situat a l'óblast de Kamtxatka (Rússia). Exemplars de sofiïta han estat descrits al camp de fumaroles del nord del primer con d'escòria, i a la fumarola Novaya del segon con d'escòria del volcà. També ha estat trobada a les mines del districte de Làurion, a Grècia.